# IV legislatura della Repubblica Italiana
La IV Legislatura della Repubblica Italiana è stata in carica dal 16 maggio 1963 al 4 giugno 1968.
Fu la prima Legislatura che vide il numero dei deputati fissato a 630 e dei senatori a 315, per effetto della Legge costituzionale 2/1963.

## Cronologia
Dopo le elezioni del 1963, che segna un leggero calo della DC a vantaggio del PLI, passato all'opposizione, comincia un governo di centro-sinistra guidato da Moro, con l'apertura verso il PSI. Vennero istituite le Regioni e venne approvata la legge n. 604/1966, che limitava i licenziamenti alla sola giusta causa.

## Governi
- Governo Leone I
  - Dal 21 giugno 1963 al 4 dicembre 1963
  - Presidente del Consiglio dei ministri: Giovanni Leone (DC)
  - Composizione del governo: DC

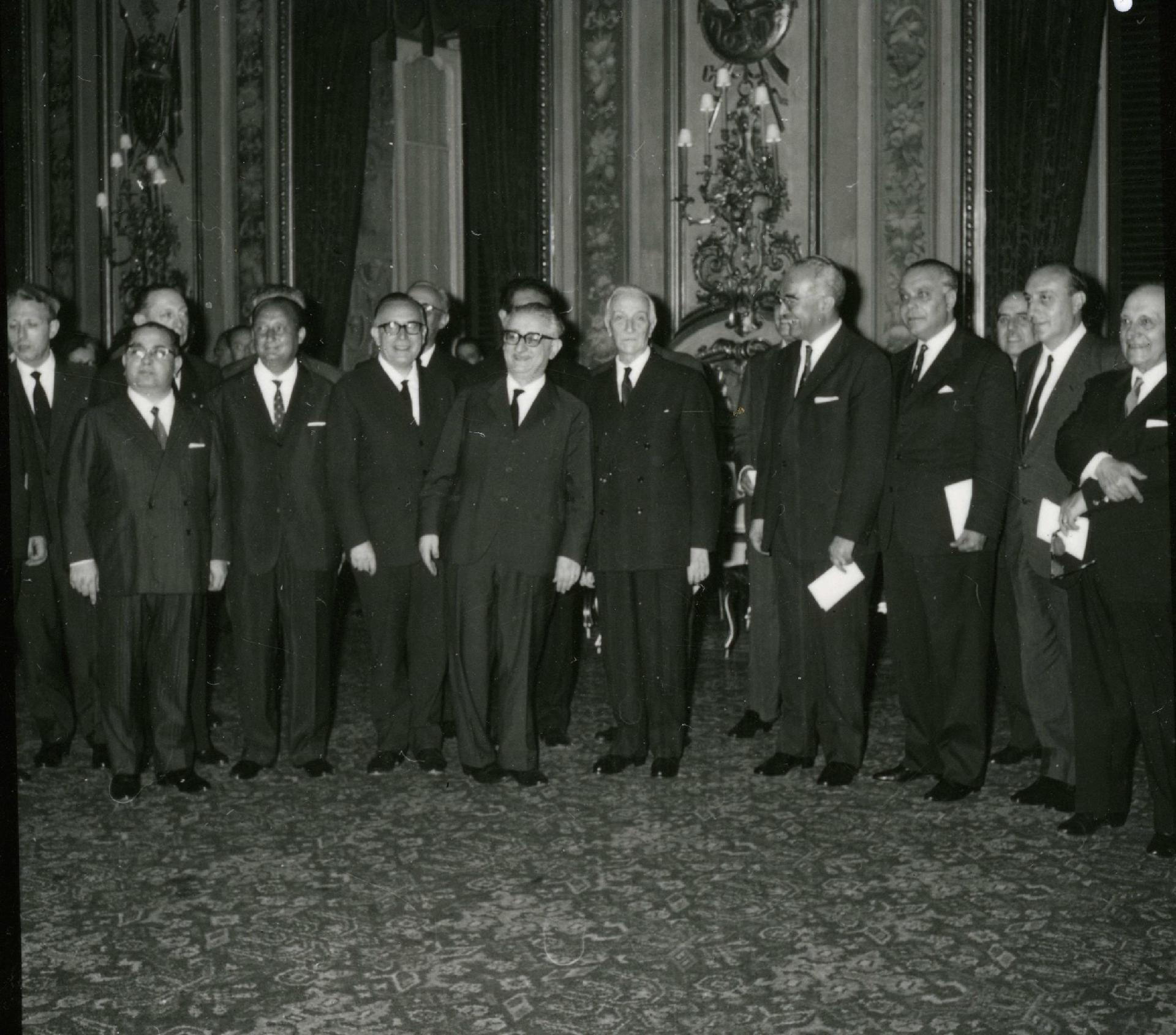
Giuramento del Governo Leone I, 21 giugno 1963.

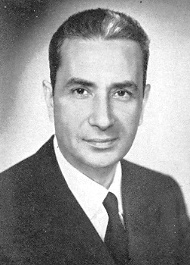
Aldo Moro, Presidente del Consiglio dal 4 dicembre 1963 al 24 giugno 1968.

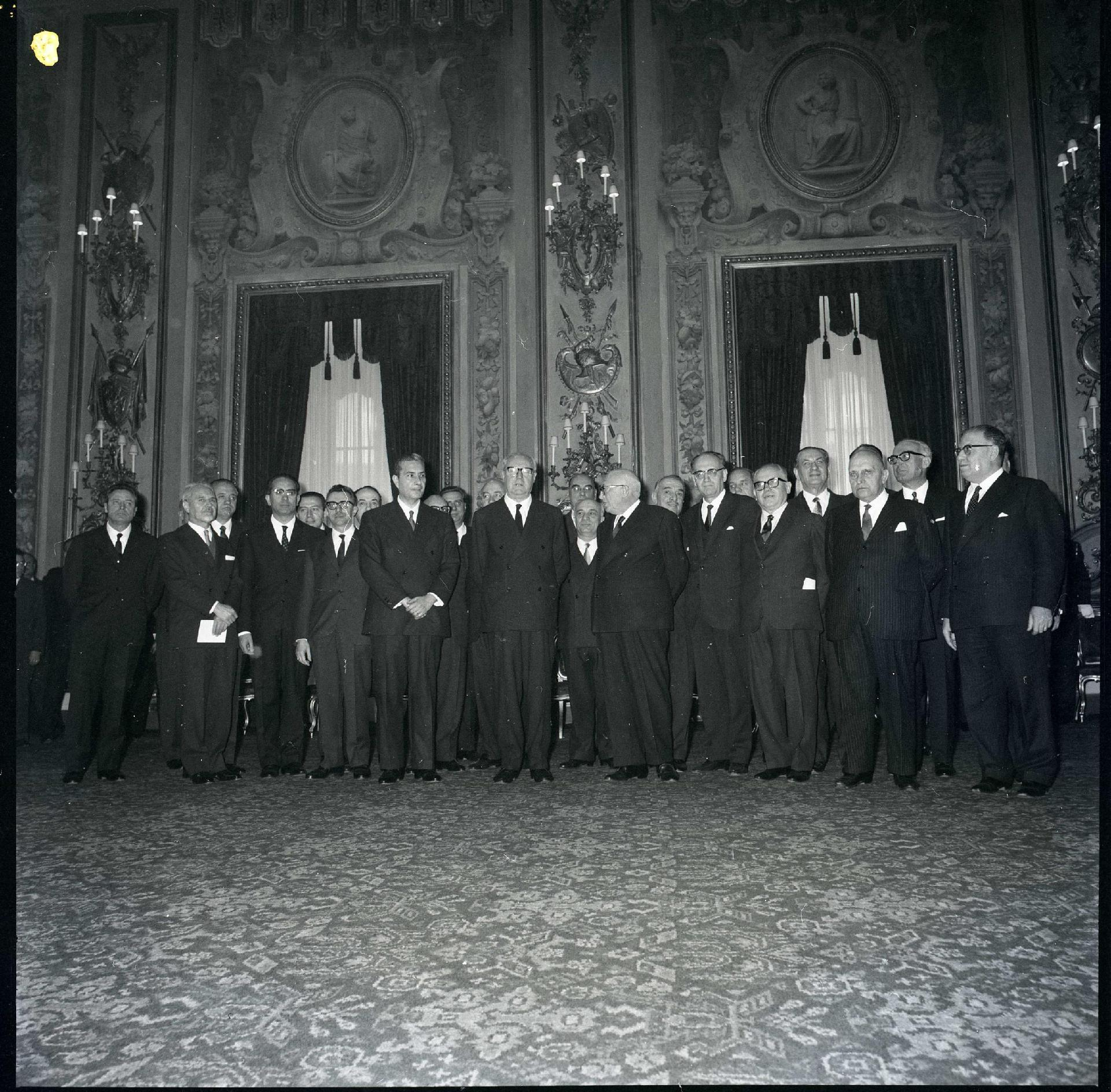
Giuramento del Governo Moro III, 23 febbraio 1966.

- Governo Moro I
  - Dal 4 dicembre 1963 al 22 luglio 1964
  - Presidente del Consiglio dei ministri: Aldo Moro (DC)
  - Composizione del governo: DC, PSI, PSDI, PRI
- Governo Moro II
  - Dal 22 luglio 1964 al 23 febbraio 1966
  - Presidente del Consiglio dei ministri: Aldo Moro (DC)
  - Composizione del governo: DC, PSI, PSDI, PRI
- Governo Moro III
  - Dal 23 febbraio 1966 al 24 giugno 1968
  - Presidente del Consiglio dei ministri: Aldo Moro (DC)
  - Composizione del governo: DC, PSI, PSDI, PRI

## Camera dei deputati

### Ufficio di presidenza

#### Presidente
- Giovanni Leone (DC) [fino al 21/06/1963] - L'elezione è avvenuta il 16 maggio 1963;
- Brunetto Bucciarelli-Ducci (DC) - L'elezione è avvenuta il 26 giugno 1963.

#### Vicepresidenti
- Brunetto Bucciarelli-Ducci (DC) [fino al 26/06/1963]
- Paolo Rossi (PSI-PSDI unificati)
- Maria Lisa Cinciari Rodano (PCI)
- Sandro Pertini (PSI-PSDI unificati)
- Francesco Restivo (DC) [dall'11/07/1963 al 23/02/1966]
- Guido Gonella (DC) [dal 28/04/1966]

#### Questori
- Davide Lajolo (PCI)
- Alessandro Buttè (DC)
- Aldo Bozzi (PLI)

#### Segretari
- Lorenzo Biasutti (DC)
- Renzo Franzo (DC)
- Michele Magno (PCI)
- Veraldo Vespignani (PCI)
- Agostino Bignardi (PLI)
- Mario Marino Guadalupi (PSI-PSDI unificati) [fino al 04/12/1963]
- Luigi Passoni (PSIUP)
- Raffaele Delfino (MSI)
- Riccardo Fabbri (PSI-PSDI unificati) [dal 13/02/1964 al 20/10/1967]
- Silvano Armaroli (PSI-PSDI unificati) [dal 15/12/1967]

### Capigruppo parlamentari
| Gruppo parlamentare | Gruppo parlamentare                                                             | Presidente                                                            | Seggi     |
| ------------------- | ------------------------------------------------------------------------------- | --------------------------------------------------------------------- | --------- |
|                     | Democratico Cristiano                                                           | Benigno Zaccagnini                                                    | 259 / 627 |
|                     | Comunista                                                                       | Palmiro Togliatti [fino al 21/08/1964] Pietro Ingrao [dal 21/08/1964] | 166 / 627 |
|                     | Partito Socialista Italiano - Partito Socialista Democratico Italiano Unificati | Mauro Ferri                                                           | 94 / 627  |
|                     | Partito Liberale Italiano                                                       | Giovanni Malagodi                                                     | 37 / 627  |
|                     | Movimento Sociale Italiano                                                      | Giovanni Roberti                                                      | 26 / 627  |
|                     | Partito Socialista Italiano di Unità Proletaria                                 | Lucio Mario Luzzatto                                                  | 24 / 627  |
|                     | Partito Democratico Italiano di Unità Monarchica                                | Alfredo Covelli                                                       | 8 / 627   |
|                     | Misto                                                                           | Karl Mitterdorfer                                                     | 8 / 627   |
|                     | Partito Repubblicano                                                            | Ugo La Malfa                                                          | 5 / 627   |

#### Gruppi cessati di esistere nel corso della legislatura
| Gruppo parlamentare | Gruppo parlamentare                     | Presidente | Data di scioglimento |
| ------------------- | --------------------------------------- | --- | -------------------- |
|                     | Partito Socialista Italiano             | Pietro Nenni [fino al 31/12/1963] Mauro Ferri [dal 01/01/1964]                                                          | 17/11/1966           |
|                     | Partito Socialista Democratico Italiano | Giuseppe Saragat [fino al 31/12/1963] Virginio Bertinelli [dal 01/01/1964 al 01/01/1966] Mario Tanassi [dal 01/01/1966] | 17/11/1966           |

### Commissioni parlamentari
| #    | Commissione | Presidente                                                | Presidente                                   |
| ---- | --- | --------------------------------------------------------- | -------------------------------------------- |
| I    | Affari costituzionali - organizzazione dello stato - regioni - disciplina generale del rapporto di pubblico impiego |                                                           | Alfonso Tesauro (DC) [fino al 20/01/1965]    |
| I    | Affari costituzionali - organizzazione dello stato - regioni - disciplina generale del rapporto di pubblico impiego | Renato Ballardini (PSI-PSDI unificati) [dal 21/01/1965]   |                                              |
| II   | Affari della Presidenza del Consiglio - affari interni e di culto - enti pubblici                                   |                                                           | Stefano Riccio (DC) [fino al 25/07/1964]     |
| II   | Affari della Presidenza del Consiglio - affari interni e di culto - enti pubblici                                   | Antonio Greppi (PSI) [dal 28/10/1964 al 20/01/1965]       |                                              |
| II   | Affari della Presidenza del Consiglio - affari interni e di culto - enti pubblici                                   | Oscar Luigi Scalfaro (DC) [dal 21/01/1965 al 23/02/1966]  |                                              |
| II   | Affari della Presidenza del Consiglio - affari interni e di culto - enti pubblici                                   | Fiorentino Sullo (DC) [dal 30/03/1966]                    |                                              |
| III  | Affari esteri - emigrazione                                                                                         |                                                           | Giuseppe Saragat (PSDI) [fino al 04/12/1963] |
| III  | Affari esteri - emigrazione                                                                                         | Virginio Bertinelli (PSDI) [dal 21/01/1964 al 23/02/1966] |                                              |
| III  | Affari esteri - emigrazione                                                                                         | Antonio Cariglia (PSI-PSDI unificati) [dal 21/04/1966]    |                                              |
| IV   | Giustizia |                                                           | Leonetto Amadei (PSI) [fino all'08/12/1963]  |
| IV   | Giustizia | Franco Zappa (PSI-PSDI unificati) [dal 21/01/1964]        |                                              |
| V    | Bilancio e partecipazioni statali                                                                                   |                                                           | Ugo La Malfa (PRI) [fino al 23/11/1965]      |
| V    | Bilancio e partecipazioni statali                                                                                   | Flavio Orlandi (PSI-PSDI unificati) [dal 01/12/1965]      |                                              |
| VI   | Finanze e Tesoro |                                                           | Rodolfo Vicentini (DC)                       |
| VII  | Difesa |                                                           | Italo Giulio Caiati (DC)                     |
| VIII | Istruzione e belle arti                                                                                             |                                                           | Giuseppe Ermini (DC)                         |
| IX   | Lavori pubblici |                                                           | Danilo De' Cocci (DC) [fino all'08/12/1963]  |
| IX   | Lavori pubblici | Pio Alessandrini (DC) [dal 21/01/1964]                    |                                              |
| X    | Trasporti - comunicazioni - marina mercantile                                                                       |                                                           | Remo Sammartino (DC)                         |
| XI   | Agricoltura e foreste                                                                                               |                                                           | Giuseppe Belotti (DC) [fino all'08/12/1963]  |
| XI   | Agricoltura e foreste                                                                                               | Giacomo Sedati (DC) [dal 21/01/1964]                      |                                              |
| XII  | Industria e commercio - artigianato - commercio estero                                                              |                                                           | Antonio Giolitti (PSI) [fino al 04/12/1963]  |
| XII  | Industria e commercio - artigianato - commercio estero                                                              | Francesco Albertini (PSI-PSDI unificati) [dal 21/01/1964] |                                              |
| XII  | Industria e commercio - artigianato - commercio estero                                                              | Antonio Giolitti (PSI-PSDI unificati) [dal 21/01/1965]    |                                              |
| XIII | Lavoro - assistenza e previdenza sociale - cooperazione                                                             |                                                           | Amos Zanibelli (DC)                          |
| XIV  | Igiene e sanità pubblica                                                                                            |                                                           | Beniamino De Maria (DC)                      |

### Riepilogo della composizione
| Gruppo parlamentare alla Camera dei deputati | Gruppo parlamentare alla Camera dei deputati                                                         | Inizio legislatura | 1963 | 1964 | 1965 | 1966 | 1967 | Fine legislatura |
| -------------------------------------------- | --- | ------------------ | ---- | ---- | ---- | ---- | ---- | ---------------- |
|                                              | Democratico Cristiano (DC)                                                                           | 260                | 260  | 260  | 260  | 260  | 260  | 259              |
|                                              | Comunista (PCI)                                                                                      | 166                | 166  | 166  | 166  | 166  | 166  | 166              |
|                                              | Partito Socialista Italiano - Partito Socialista Democratico Italiano Unificati (PSI-PSDI unificati) | —                  | —    | —    | —    | 94   | 94   | 94               |
|                                              | Partito Liberale Italiano (PLI)                                                                      | 39                 | 39   | 38   | 38   | 38   | 38   | 37               |
|                                              | Movimento Sociale Italiano (MSI)                                                                     | 27                 | 27   | 27   | 27   | 26   | 25   | 26               |
|                                              | Partito Socialista Italiano di Unità Proletaria (PSIUP)                                              | —                  | —    | 26   | 24   | 23   | 24   | 24               |
|                                              | Partito Democratico Italiano di Unità Monarchica (PDIUM)                                             | —                  | 8    | 8    | 8    | 8    | 8    | 8                |
|                                              | Partito Repubblicano (PRI)                                                                           | —                  | 5    | 5    | 5    | 5    | 5    | 5                |
|                                              | Partito Socialista Italiano (PSI)                                                                    | 87                 | 87   | 61   | 63   | —    | —    | —                |
|                                              | Partito Socialista Democratico Italiano (PSDI)                                                       | 33                 | 33   | 32   | 32   | —    | —    | —                |
|                                              | Gruppo misto                                                                                         | 18                 | 5    | 6    | 7    | 8    | 8    | 8                |
| Totale                                       | Totale                                                                                               | 630                | 630  | 629  | 630  | 628  | 628  | 627              |

#### Modifiche nella composizione dei gruppi parlamentari
1. ↑  Un deputato del gruppo DC cessa dal mandato parlamentare durante il 1963: Dino Del Bo il 21 ottobre, il 24 ottobre è sostituito da Piero Malvestiti.

Un deputato del gruppo DC decede durante il 1963: Antonino Dante il 21 luglio, il 25 luglio è sostituito da Giuseppe Azzaro.
2. ↑  Quattro deputati del gruppo DC decedono durante il 1964: Matteo Agosta il 18 maggio, il 24 maggio è sostituito da Nicola Cavallaro; Salvatore Aldisio il 27 luglio, il 30 luglio è sostituito da Francesco Barbaccia; Nicola Pistelli il 17 settembre, il 23 settembre è sostituito da Goffredo Nannini; Piero Malvestiti il 5 novembre, il giorno successivo è sostituito da Edgardo Castelli.
3. ↑  Un deputato del gruppo DC cessa dal mandato parlamentare durante il 1965: Giovanni Bovetti il 23 febbraio, il 25 febbraio è sostituito da Gian Aldo Arnaud.

Una deputata del gruppo DC decede durante il 1965: Elisabetta Conci il 1º novembre, il 17 novembre è sostituita da Aldo Tenaglia.
4. ↑  Un deputato del gruppo DC decede durante il 1966: Domenico Colasanto l'8 settembre, il 14 settembre è sostituito da Ferdinando D'Ambrosio.
5. ↑  Due deputati del gruppo DC cessano dal mandato parlamentare durante il 1967: Edoardo Martino il 7 luglio, il 12 luglio è sostituito da Giuseppe Armosino; Giovanni Leone il 26 agosto, il 21 settembre è sostituito da Vittorio De Stasio.

Tre deputati del gruppo DC decedono durante il 1967: Filippo Guerrieri l'11 maggio, il 17 maggio è sostituito da Ettore Spora; Raffaele Leone il 29 maggio, il 31 maggio è sostituito da Giuseppe Sasso; Vincenzo Sangalli l'11 agosto, il 21 settembre è sostituito da Pietro Valeggiani.
6. ↑  Un deputato del gruppo DC cessa dal mandato parlamentare durante il 1968: Alfredo Amatucci l'11 aprile.
7. ↑  Un deputato del gruppo PCI cessa dal mandato parlamentare durante il 1964: Giovanni Grilli il 26 maggio, il 4 giugno è sostituito da Vincenzo Corghi.

Due deputati del gruppo PCI decedono durante il 1964: Francesco Ferrari il 17 aprile, il 23 aprile è sostituito da Giancarlo Morelli; Palmiro Togliatti il 21 agosto, il 3 settembre è sostituito da Angelo La Bella.
8. ↑  Tre deputati del gruppo PCI decedono durante il 1965: Giovanni Arenella il 16 marzo, il 25 marzo è sostituito da Giuseppe Abbruzzese; Alfredo De Polzer il 19 marzo, il 25 marzo è sostituito da Maruzza Astolfi; Nicola Crapsi il 23 settembre, il 30 settembre è sostituito da Giulio Tedeschi.
9. ↑  Un deputato del gruppo PCI cessa dal mandato parlamentare durante il 1966: Giorgio Vestri il 13 gennaio, il giorno successivo è sostituito da Vasco Palazzeschi.

Due deputati del gruppo PCI decedono durante il 1966: Luciano Romagnoli il 19 febbraio, il 3 marzo è sostituito da Teodoro Bigi; Mario Alicata il 6 dicembre, il 13 dicembre è sostituito da Ermanno Benocci.
10. ↑  Un deputato del gruppo PCI cessa dal mandato parlamentare durante il 1967: Pancrazio De Pasquale il 6 marzo, l'8 marzo è sostituito da Giuseppe Antonio Bottaro.

Un deputato del gruppo PCI deced durante il 1967: Renzo Laconi il 29 giugno, il 5 luglio è sostituito da Angiola Massucco Costa.
11. ↑  Novantaquattro deputati aderiscono al gruppo PSI-PSDI unificati durante il 1966. Abbandonando il gruppo PSI: Cosimo Abate, Francesco Albertini, Leonetto Amadei, Silvano Armaroli, Alfredo Baldani Guerra, Renato Ballardini, Cesare Bensi, Mario Berlinguer, Luigi Bertoldi, Giacomo Brodolini, Venerio Cattani, Tristano Codignola, Renato Colombo, Achille Corona, Angelo Cucchi, Francesco De Martino, Luciano De Pascalis, Libero Della Briotta, Raffaele Di Nardo, Natale Di Piazza, Raffaele Di Primio, Giuseppe Di Vagno, Riccardo Fabbri, Giuseppe Ferraris, Mauro Ferri, Beniamino Finocchiaro, Loris Fortuna, Vittorio Galluzzi, Antonio Giolitti, Antonio Greppi, Mario Marino Guadalupi, Giorgio Guerrini, Alberto Jacometti, Angelo Landi, Salvatore Lauricella, Stefano Lenoci, Pietro Lezzi, Riccardo Lombardi, Giovannino Loreti, Giuseppe Macchiavelli, Giacomo Mancini, Vittorio Marangone, Nello Mariani, Vittorio Martuscelli, Matteo Matteotti, Maria Vittoria Mezza, Dino Moro, Giovanni Mosca, Carlo Mussa Ivaldi Vercelli, Pietro Nenni, Roberto Palleschi, Sandro Pertini, Giovanni Pieraccini, Francesco Principe, Fernando Santi, Gianni Savoldi, Loris Scricciolo, Stefano Servadei, Gianni Usvardi, Aldo Venturini, Mario Zagari e Franco Zappa il 17 novembre. Abbandonando il gruppo PSDI: Giuseppe Amadei, Egidio Ariosto, Giuseppe Averardi, Alberto Bemporad, Virginio Bertinelli, Lucio Mariano Brandi, Antonio Cariglia, Guido Ceccherini, Aldo Cetrullo, Alfredo Crocco, Virgilio Ferrari, Giuseppe Lupis, Anselmo Martoni, Renato Massari, Ugo Napoli, Franco Nicolazzi, Flavio Orlandi, Michele Pellicani, Luigi Preti, Enrico Quaranta, Alessandro Reggiani, Umberto Righetti, Bruno Romano, Pier Luigi Romita, Paolo Rossi, Vincenzo Russo, Guido Secreto, Primo Silvestri, Mario Tanassi, Roberto Tremelloni, Casimiro Vizzini e Lanfranco Zucalli il 17 novembre.
12. ↑  Un deputato subentrante aderisce al gruppo PSI-PSDI unificati durante il 1967: Michele Achilli il 12 gennaio, in sostituzione di Alcide Malagugini del gruppo PSIUP.

Un deputato del gruppo PSI-PSDI unificati decede durante il 1967: Riccardo Fabbri il 20 ottobre, il giorno successivo è sostituito da Oreste Lizzadri che aderisce al gruppo PSIUP.
13. ↑  Un deputato del gruppo PLI decede durante il 1963: Vittorio Fossombroni il 6 agosto, il 17 settembre è sostituito da Emilio Pucci.
14. ↑  Un deputato abbandona il gruppo PLI durante il 1964. Aderisce al gruppo Misto: Luigi Cerutti il 30 aprile.

Un deputato del gruppo PLI decede durante il 1964: Guido Cortese il 3 settembre, il giorno successivo è sostituito da Nicola Cariota Ferrara.
15. ↑  Due deputati del gruppo PLI decedono durante il 1967: Bartolomeo Cannizzo il 5 aprile, l'11 maggio è sostituito da Sebastiano Fulci; Gaetano Martino il 21 luglio, il 26 luglio è sostituito da Letterio La Spada.
16. ↑  Un deputato del gruppo PLI decede durante il 1968: Vittorio Zincone il 10 marzo.
17. ↑  Un deputato del gruppo MSI decede durante il 1963: Filippo Anfuso il 13 dicembre, il 17 dicembre è sostituito da Orazio Santagati.
18. ↑  Un deputato abbandona il gruppo MSI durante il 1966. Aderisce al gruppo Misto: Giuseppe Gonella il 20 aprile.
19. ↑  Un deputato del gruppo MSI decede durante il 1967: Nicola Galdo il 23 dicembre, l'11 gennaio 1968 è sostituito da Ferdinando Di Nardo.
20. ↑  Un deputato subentrante aderisce al gruppo MSI durante il 1968: Ferdinando Di Nardo l'11 gennaio, in sostituzione di Nicola Galdo.

Un deputato del gruppo MSI decede durante il 1968: Alfredo Cucco il 21 gennaio, il 24 gennaio è sostituito da Edoardo Marino.
21. ↑  Venticinque deputati aderiscono al gruppo PSIUP durante il 1964. Abbandonando il gruppo PSI: Maria Alessi Catalano, Walter Alini, Paolo Angelino, Giuseppe Avolio, Lelio Basso, Francesco Cacciatore, Domenico Ceravolo, Ivano Curti, Vittorio Foa, Pasquale Franco, Vincenzo Gatto, Guglielmo Ghislandi, Francesco Lami, Lucio Mario Luzzatto, Alcide Malagugini, Alessandro Menchinelli, Rocco Minasi, Vittorio Naldini, Luigi Passoni, Ugo Perinelli, Renzo Pigni, Vito Raia, Carlo Sanna, Dario Valori e Tullio Vecchietti il 21 gennaio.

Un deputato subentrante aderisce al gruppo PSIUP durante il 1964: Guido Bernardi il 28 ottobre, in sostituzione di Ezio Vigorelli del gruppo PSI.
22. ↑  Un deputato del gruppo PSIUP cessa dal mandato parlamentare durante il 1965: Ugo Perinelli il 20 maggio, lo stesso giorno è sostituito da Dino Moro che aderisce al gruppo PSI.

Un deputato del gruppo PSIUP decede durante il 1965: Guglielmo Ghislandi il 2 marzo, il 4 marzo è sostituito da Gianni Savoldi che aderisce al gruppo PSI.
23. ↑  Un deputato del gruppo PSIUP decede durante il 1966: Alcide Malagugini il 24 dicembre, il 12 gennaio 1967 è sostituito da Michele Achilli che aderisce al gruppo PSI-PSDI unificati.
24. ↑  Un deputato subentrante aderisce al gruppo PSIUP durante il 1967: Oreste Lizzadri il 21 ottobre, in sostituzione di Riccardo Fabbri del gruppo PSI-PSDI unificati.
25. ↑  Otto deputati aderiscono al gruppo PDIUM durante il 1963. Abbandonando il gruppo Misto: Giuseppe Basile, Alfredo Covelli, Antonino Cuttitta, Emilio D'Amore, Achille Lauro, Gioacchino Lauro, Raimondo Milia e Mario Ottieri il 12 dicembre.
26. ↑  Un deputato del gruppo PDIUM cessa dal mandato parlamentare durante il 1967: Mario Ottieri il 13 aprile, il 18 aprile è sostituito da Raffaele Chiarolanza.
27. ↑  Cinque deputati aderiscono al gruppo PRI durante il 1963. Abbandonando il gruppo Misto: Ludovico Camangi, Ugo La Malfa, Giovanni Battista Melis, Antonio Montanti e Oronzo Reale il 12 dicembre.
28. ↑  Venticinque deputati abbandonano il gruppo PSI durante il 1964. Aderiscono al gruppo PSIUP: Maria Alessi Catalano, Walter Alini, Paolo Angelino, Giuseppe Avolio, Lelio Basso, Francesco Cacciatore, Domenico Ceravolo, Ivano Curti, Vittorio Foa, Pasquale Franco, Vincenzo Gatto, Guglielmo Ghislandi, Francesco Lami, Lucio Mario Luzzatto, Alcide Malagugini, Alessandro Menchinelli, Rocco Minasi, Vittorio Naldini, Luigi Passoni, Ugo Perinelli, Renzo Pigni, Vito Raia, Carlo Sanna, Dario Valori e Tullio Vecchietti il 21 gennaio.

Un deputato del gruppo PSI decede durante il 1964: Ezio Vigorelli il 24 ottobre, il 28 ottobre è sostituito da Guido Bernardi che aderisce al gruppo PSIUP.
29. ↑  Due deputati subentranti aderiscono al gruppo PSI durante il 1965: Gianni Savoldi il 4 marzo, in sostituzione di Guglielmo Ghislandi del gruppo PSIUP; Dino Moro il 20 maggio, in sostituzione di Ugo Perinelli del gruppo PSIUP.
30. ↑  Sessantatré deputati abbandonano il gruppo PSI durante il 1966. Aderiscono al gruppo PSI-PSDI unificati: Cosimo Abate, Francesco Albertini, Leonetto Amadei, Silvano Armaroli, Alfredo Baldani Guerra, Renato Ballardini, Cesare Bensi, Mario Berlinguer, Luigi Bertoldi, Giacomo Brodolini, Venerio Cattani, Tristano Codignola, Renato Colombo, Achille Corona, Angelo Cucchi, Francesco De Martino, Luciano De Pascalis, Libero Della Briotta, Raffaele Di Nardo, Natale Di Piazza, Raffaele Di Primio, Giuseppe Di Vagno, Riccardo Fabbri, Giuseppe Ferraris, Mauro Ferri, Beniamino Finocchiaro, Loris Fortuna, Vittorio Galluzzi, Antonio Giolitti, Antonio Greppi, Mario Marino Guadalupi, Giorgio Guerrini, Alberto Jacometti, Angelo Landi, Salvatore Lauricella, Stefano Lenoci, Pietro Lezzi, Riccardo Lombardi, Giovannino Loreti, Giuseppe Macchiavelli, Giacomo Mancini, Vittorio Marangone, Nello Mariani, Vittorio Martuscelli, Matteo Matteotti, Maria Vittoria Mezza, Dino Moro, Giovanni Mosca, Carlo Mussa Ivaldi Vercelli, Pietro Nenni, Roberto Palleschi, Sandro Pertini, Giovanni Pieraccini, Francesco Principe, Fernando Santi, Gianni Savoldi, Loris Scricciolo, Stefano Servadei, Gianni Usvardi, Aldo Venturini, Mario Zagari e Franco Zappa il 17 novembre. Aderiscono al gruppo Misto: Luigi Anderlini il 17 novembre.

Un deputato del gruppo PSI cessa dal mandato parlamentare durante il 1966: Luciano Paolicchi il 13 settembre, il giorno successivo è sostituito da Vittorio Galluzzi.
31. ↑  Due deputati del gruppo PSDI cessano dal mandato parlamentare durante il 1964: Pietro Bucalossi il 16 marzo, il giorno successivo è sostituito da Virgilio Ferrari; Giuseppe Saragat il 27 dicembre, il 20 gennaio 1965 è sostituito da Giuseppe De Grazia che aderisce al gruppo Misto.
32. ↑  Trentadue deputati abbandonano il gruppo PSDI durante il 1966. Aderiscono al gruppo PSI-PSDI unificati: Giuseppe Amadei, Egidio Ariosto, Giuseppe Averardi, Alberto Bemporad, Virginio Bertinelli, Lucio Mariano Brandi, Antonio Cariglia, Guido Ceccherini, Aldo Cetrullo, Alfredo Crocco, Virgilio Ferrari, Giuseppe Lupis, Anselmo Martoni, Renato Massari, Ugo Napoli, Franco Nicolazzi, Flavio Orlandi, Michele Pellicani, Luigi Preti, Enrico Quaranta, Alessandro Reggiani, Umberto Righetti, Bruno Romano, Pier Luigi Romita, Paolo Rossi, Vincenzo Russo, Guido Secreto, Primo Silvestri, Mario Tanassi, Roberto Tremelloni, Casimiro Vizzini e Lanfranco Zucalli il 17 novembre.
33. ↑  Tredici deputati abbandonano il gruppo Misto durante il 1963. Aderiscono al gruppo PDIUM: Giuseppe Basile, Alfredo Covelli, Antonino Cuttitta, Emilio D'Amore, Achille Lauro, Gioacchino Lauro, Raimondo Milia e Mario Ottieri il 12 dicembre. Aderiscono al gruppo PRI: Ludovico Camangi, Ugo La Malfa, Giovanni Battista Melis, Antonio Montanti e Oronzo Reale il 12 dicembre.
34. ↑  Un deputato aderisce al gruppo Misto durante il 1964. Abbandonando il gruppo PLI: Luigi Cerutti il 30 aprile.
35. ↑  Un deputato subentrante aderisce al gruppo Misto durante il 1965: Giuseppe De Grazia il 20 gennaio, in sostituzione di Giuseppe Saragat del gruppo PSDI.
36. ↑  Due deputati aderiscono al gruppo Misto durante il 1966. Abbandonando il gruppo MSI: Giuseppe Gonella il 20 aprile. Abbandonando il gruppo PSI: Luigi Anderlini il 17 novembre.

Un deputato del gruppo Misto decede durante il 1966: Corrado Gex il 25 aprile.

#### Modifiche nella nomenclatura dei gruppi parlamentari
1. ↑  Il gruppo Partito Socialista Italiano - Partito Socialista Democratico Italiano Unificati (PSI-PSDI unificati) si forma il 17 novembre 1966 con sessantadue deputati aderenti provenienti dal gruppo PSI e trentadue deputati aderenti provenienti dal gruppo PSDI.
2. ↑  Il gruppo Partito Socialista Italiano di Unità Proletaria (PSIUP) si forma il 21 gennaio 1964 con venticinque deputati aderenti provenienti dal gruppo PSI.
3. ↑  Il gruppo Partito Democratico Italiano di Unità Monarchica (PDIUM) si forma il 12 dicembre 1963 con otto deputati aderenti provenienti dal gruppo Misto.
4. ↑  Il gruppo Partito Repubblicano (PRI) si forma il 12 dicembre 1963 con cinque deputati aderenti provenienti dal gruppo Misto.
5. ↑  Il gruppo Partito Socialista Italiano (PSI) cessa il 17 novembre 1966.
6. ↑  Il gruppo Partito Socialista Democratico Italiano (PSDI) cessa il 17 novembre 1966.

## Senato della Repubblica

### Consiglio di presidenza

#### Presidente
- Cesare Merzagora (DC) [fino al 07/11/1967] - L'elezione è avvenuta il 16 maggio 1963;
- Ennio Zelioli-Lanzini (DC) - L'elezione è avvenuta l'8 novembre 1967.

#### Vicepresidenti
- Ennio Zelioli-Lanzini (DC) [fino al 07/11/1967]
- Giuseppe Spataro (DC)
- Pietro Secchia (PCI)
- Ettore Tibaldi (PSI) [fino al 07/10/1964]
- Domenico Macaggi (PSI-PSDI unificati) [dal 14/10/1964]
- Renato Chabod (DC) [dal 15/11/1967]

#### Questori
- Edoardo Battaglia (PLI)
- Luciano Mencaraglia (PCI)
- Antonio Lepore (DC)

#### Segretari
- Mario Carelli (DC)
- Giacinto Genco (DC)
- Gino Zannini (DC)
- Bruno Simonucci (PCI)
- Luigi Pirastu (PCI)
- Luciano Granzotto Basso (PSI-PSDI unificati) [fino al 25/07/1967]
- Giuliana Nenni (PSI-PSDI unificati)
- Giorgio Fenoaltea (PSI) [fino al 07/12/1963]
- Ugo Bonafini (PSI-PSDI unificati) [dal 05/02/1964]
- Giulio Maier (PSI-PSDI unificati) [dal 04/10/1967]

### Capigruppo parlamentari
| Gruppo parlamentare | Gruppo parlamentare                                                             | Presidente                                                                  | Seggi     |
| ------------------- | ------------------------------------------------------------------------------- | --------------------------------------------------------------------------- | --------- |
|                     | Democratico Cristiano                                                           | Silvio Gava                                                                 | 129 / 316 |
|                     | Comunista                                                                       | Umberto Terracini                                                           | 80 / 316  |
|                     | Partito Socialista Italiano - Partito Socialista Democratico Italiano Unificati | Edgardo Lami Starnuti [fino al 27/09/1967] Attilio Zannier [dal 28/09/1967] | 45 / 316  |
|                     | Partito Liberale Italiano                                                       | Giorgio Bergamasco                                                          | 19 / 316  |
|                     | Movimento Sociale Italiano                                                      | Gastone Nencioni                                                            | 17 / 316  |
|                     | Misto                                                                           | Giuseppe Paratore [fino al 26/02/1967] Giovanni Gronchi [dal 09/03/1967]    | 13 / 316  |
|                     | Partito Socialista Italiano di Unità Proletaria                                 | Fernando Schiavetti                                                         | 10 / 316  |

#### Gruppi cessati di esistere nel corso della legislatura
| Gruppo parlamentare | Gruppo parlamentare                     | Presidente | Data di scioglimento |
| ------------------- | --------------------------------------- | --- | -------------------- |
|                     | Partito Socialista Italiano             | Gaetano Barbareschi [fino al 05/10/1963] Luigi Mariotti [dal 12/12/1963 al 21/07/1964] Giusto Tolloy [dal 30/07/1964 al 22/02/1966] Paolo Battino Vittorelli [dal 03/03/1966] | 10/11/1966           |
|                     | Partito Socialista Democratico Italiano | Edgardo Lami Starnuti [fino al 04/03/1965] Italo Viglianesi [dal 18/03/1965 al 09/11/1966] Edgardo Lami Starnuti [dal 10/11/1966]                                             | 10/11/1966           |

### Commissioni parlamentari
| #    | Commissione                                                               | Presidente                                                                | Presidente                                        |
| ---- | ------------------------------------------------------------------------- | ------------------------------------------------------------------------- | ------------------------------------------------- |
| I    | Affari della Presidenza del Consiglio e dell'Interno                      |                                                                           | Bonaventura Picardi (DC) [fino al 22/03/1966]     |
| I    | Affari della Presidenza del Consiglio e dell'Interno                      | Domenico Schiavone (DC) [dal 23/03/1966]                                  |                                                   |
| II   | Giustizia e autorizzazioni a procedere                                    |                                                                           | Edgardo Lami Starnuti (PSDI) [fino al 04/03/1965] |
| II   | Giustizia e autorizzazioni a procedere                                    | Dante Schietroma (PSDI) [dall'08/04/1965 al 07/03/1966]                   |                                                   |
| II   | Giustizia e autorizzazioni a procedere                                    | Edgardo Lami Starnuti (PSI-PSDI unificati) [dal 24/03/1966 al 01/02/1967] |                                                   |
| II   | Giustizia e autorizzazioni a procedere                                    | Giorgio Fenoaltea (PSI-PSDI unificati) [dall'08/02/1967]                  |                                                   |
| III  | Affari esteri                                                             |                                                                           | Stanislao Ceschi (DC)                             |
| IV   | Difesa                                                                    |                                                                           | Giovanni Maria Cornaggia Medici (DC)              |
| V    | Finanze e tesoro                                                          |                                                                           | Giovanni Battista Bertone (DC)                    |
| VI   | Istruzione pubblica e belle arti                                          |                                                                           | Luigi Russo (DC)                                  |
| VII  | Lavori pubblici, trasporti, poste e telecomunicazioni e marina mercantile |                                                                           | Giuseppe Garlato (DC)                             |
| VIII | Agricoltura e Foreste                                                     |                                                                           | Angelo Di Rocco (DC)                              |
| IX   | Industria, commercio interno ed estero, turismo                           |                                                                           | Antonio Bussi (DC)                                |
| X    | Lavoro, emigrazione e previdenza sociale                                  |                                                                           | Domenico Macaggi (PSI) [fino al 14/10/1964]       |
| X    | Lavoro, emigrazione e previdenza sociale                                  | Simone Gatto (Misto) [dal 22/10/1964]                                     |                                                   |
| XI   | Igiene e sanità                                                           |                                                                           | Giuseppe Alberti (PSI-PSDI unificati)             |

### Riepilogo della composizione
| Gruppo parlamentare al Senato della Repubblica | Gruppo parlamentare al Senato della Repubblica                                                       | Inizio legislatura | 1963 | 1964 | 1965 | 1966 | 1967 | Fine legislatura |
| ---------------------------------------------- | --- | ------------------ | ---- | ---- | ---- | ---- | ---- | ---------------- |
|                                                | Democratico Cristiano (DC)                                                                           | 130                | 131  | 133  | 133  | 133  | 132  | 129              |
|                                                | Comunista (PCI)                                                                                      | 83                 | 83   | 83   | 83   | 82   | 81   | 80               |
|                                                | Partito Socialista Italiano - Partito Socialista Democratico Italiano Unificati (PSI-PSDI unificati) | —                  | —    | —    | —    | 45   | 46   | 45               |
|                                                | Partito Liberale Italiano (PLI)                                                                      | 19                 | 19   | 19   | 19   | 18   | 19   | 19               |
|                                                | Movimento Sociale Italiano (MSI)                                                                     | 15                 | 17   | 17   | 17   | 17   | 17   | 17               |
|                                                | Partito Socialista Italiano di Unità Proletaria (PSIUP)                                              | —                  | —    | 12   | 12   | 10   | 10   | 10               |
|                                                | Partito Socialista Italiano (PSI)                                                                    | 43                 | 44   | 32   | 32   | —    | —    | —                |
|                                                | Partito Socialista Democratico Italiano (PSDI)                                                       | 14                 | 14   | 14   | 14   | —    | —    | —                |
|                                                | Gruppo misto                                                                                         | 13                 | 10   | 10   | 10   | 15   | 14   | 16               |
| Totale                                         | Totale                                                                                               | 317                | 318  | 320  | 320  | 320  | 319  | 316              |

#### Modifiche nella composizione dei gruppi parlamentari
1. ↑  Due senatori subentranti aderiscono al gruppo DC durante il 1963: Giovanni Venturi il 25 giugno, in sostituzione di Amor Tartufoli; Mario Baldini il 17 settembre, in sostituzione di Cino Macrelli del gruppo Misto.

Un senatore del gruppo DC cessa dal mandato parlamentare durante il 1963: Giordano Dell'Amore il 17 ottobre, il 23 ottobre è sostituito da Leonello Zenti.

Quattro senatori del gruppo DC decedono durante il 1963: Angelo Giacomo Mott il 18 luglio, il 17 settembre è sostituito da Luigi Candido Rosati; Agostino Pennisi di Floristella il 19 agosto, il 17 settembre è sostituito da Giuseppe Molinari; Pietro Amigoni il 28 agosto, il 17 settembre è sostituito da Giovanni Lombardi; Attilio Venudo il 30 dicembre, il 22 gennaio 1964 è sostituito da Pietro Vecellio.
2. ↑  Un senatore aderisce al gruppo DC durante il 1964. Poiché ex Presidente della Repubblica: Antonio Segni il 6 dicembre.

Un senatore subentrante aderisce al gruppo DC durante il 1964: Pietro Vecellio il 22 gennaio, in sostituzione di Attilio Venudo.

Quattro senatori del gruppo DC decedono durante il 1964: Daniele Turani il 25 aprile, il 13 maggio è sostituito da Giovanni Celasco; Umberto Merlin il 22 maggio, il 27 maggio è sostituito da Antonio Cittante; Francesco Maria Dominedò il 26 ottobre, il 10 novembre è sostituito da Antonio Bonadies; Enrico Roselli il 14 dicembre, il 16 dicembre è sostituito da Dante Bettoni.
3. ↑  Un senatore del gruppo DC decede durante il 1965: Vittorio Pugliese il 13 giugno, il 23 giugno è sostituito da Filippo Murdaca.
4. ↑  Quattro senatori del gruppo DC decedono durante il 1966: Noè Pajetta il 1º gennaio, il 20 gennaio è sostituito da Pietro Ferreri; Leopoldo Baracco il 13 gennaio, il 20 gennaio è sostituito da Ermenegildo Bertola; Pier Carlo Restagno l'11 novembre, il 16 novembre è sostituito da Amedeo Murgia; Nicola Angelini il 12 novembre, il 16 novembre è sostituito da Mauro Pennacchio.
5. ↑  Un senatore aderisce al gruppo DC durante il 1967. Nominato senatore a vita: Giovanni Leone il 27 agosto.

Quattro senatori del gruppo DC decedono durante il 1967: Carlo Grava il 10 gennaio, il 19 gennaio è sostituito da Primo Guarnieri; Antonio Azara il 20 febbraio, il 23 febbraio è sostituito da Enrico Sailis, che a sua volta decede il 16 dicembre; Giuseppe Mario Militerni il 26 marzo, il 6 aprile è sostituito da Silvio Bernardo; Luigi Crespellani il 15 aprile.
6. ↑  Una senatrice abbandona il gruppo DC durante il 1968. Aderisce al gruppo Misto: Grazia Giuntoli l'11 marzo.

Un senatore del gruppo DC cessa dal mandato parlamentare durante il 1968: Antonio Berlingieri il 1º marzo.

Un senatore del gruppo DC decede durante il 1968: Armando Angelini il 17 aprile.
7. ↑  Due senatori del gruppo PCI decedono durante il 1964: Nicola Vaccaro il 16 febbraio, il 26 febbraio è sostituito da Astolfo Moretti; Velio Spano il 7 ottobre, il 21 ottobre è sostituito da Luigi Polano.
8. ↑  Un senatore abbandona il gruppo PCI durante il 1966. Aderisce al gruppo Misto: Luca De Luca il 19 settembre.
9. ↑  Un senatore abbandona il gruppo PCI durante il 1967. Aderisce al gruppo PSI-PSDI unificati: Domenico Marchisio il 25 luglio.
10. ↑  Una senatrice abbandona il gruppo PCI durante il 1968. Aderisce al gruppo Misto: Angiola Minella l'11 marzo.
11. ↑  Quarantatré senatori aderiscono al gruppo PSI-PSDI unificati durante il 1966. Abbandonando il gruppo PSI: Giuseppe Alberti, Carlo Arnaudi, Nicolò Asaro, Arialdo Banfi, Paolo Battino Vittorelli, Alessandro Bermani, Giovanni Bernardi, Ercole Bonacina, Ugo Bonafini, Agostino Bronzi, Piero Caleffi, Guido Canziani, Gastone Darè, Giorgio Fenoaltea, Luigi Ferroni, Giuseppe Antonio Giancane, Carlo Giorgi, Generoso Jodice, Orlando Lucchi, Domenico Macaggi, Luigi Mariotti, Mario Martinez, Vincenzo Morabito, Giuliana Nenni, Achille Salerni, Aristide Sellitti, Luciano Fabio Stirati, Giusto Tolloy e Giuseppe Tortora l'11 novembre. Abbandonando il gruppo PSDI: Luigi Angrisani, Vincenzo Cassini, Luciano Granzotto Basso, Edgardo Lami Starnuti, Terenzio Magliano, Giulio Maier, Francesco Paolo Mongelli, Alessandro Morino, Giacinto Rovella, Dante Schietroma, Franco Tedeschi, Italo Viglianesi, Leopoldo Zagami e Attilio Zannier l'11 novembre.

Due senatori subentranti aderiscono al gruppo PSI-PSDI unificati durante il 1966: Giuseppe Borrelli il 15 novembre, in sostituzione di Vincenzo Milillo del gruppo PSIUP; Angelo Giorgetti il 24 novembre, in sostituzione di Giacomo Picchiotti del gruppo PSIUP.
12. ↑  Un senatore aderisce al gruppo PSI-PSDI unificati durante il 1967. Abbandonando il gruppo PCI: Domenico Marchisio il 26 luglio.

Due senatori del gruppo PSI-PSDI unificati decedono durante il 1967: Giacinto Rovella il 23 maggio, il 31 maggio è sostituito da Mario Actis Perinetti; Luciano Granzotto Basso il 25 luglio, il 21 settembre è sostituito da Walter Garavelli.
13. ↑  Due senatori del gruppo PSI-PSDI unificati decedono durante il 1968: Giuseppe Borrelli il 6 febbraio, l'8 febbraio è sostituito da Ubaldo Lopardi; Edgardo Lami Starnuti il 4 maggio.
14. ↑  Un senatore del gruppo PLI decede durante il 1964: Andrea D'Andrea il 16 febbraio, il 26 febbraio è sostituito da Giuseppe Rovere
15. ↑  Un senatore del gruppo PLI decede durante il 1966: Michelangelo Pasquato il 21 dicembre, il 19 gennaio 1967 è sostituito da Enoch Peserico.
16. ↑  Un senatore subentrante aderisce al gruppo PLI durante il 1967: Enoch Peserico il 19 gennaio, in sostituzione di Michelangelo Pasquato.

Due senatori del gruppo PLI cessano dal mandato parlamentare durante il 1967: Luigi Grassi il 15 dicembre, il 19 dicembre è sostituito da Antonio Coppi; Vincenzo Trimarchi il 21 dicembre, lo stesso giorno è sostituito da Stefano Germanò.
17. ↑  Un senatore del gruppo PLI cessa dal mandato parlamentare durante il 1968: Enzo Veronesi il 28 febbraio, il 7 marzo è sostituito da Fernando Colombi Guidotti.
18. ↑  Un senatore aderisce al gruppo MSI durante il 1963. Abbandonando il gruppo Misto: Salvatore Ponte il 18 luglio.

Un senatore subentrante aderisce al gruppo MSI durante il 1963: Gaetano Fiorentino il 25 giugno, in sostituzione di Achille Lauro che opta per il seggio alla Camera.
19. ↑  Un senatore del gruppo MSI decede durante il 1964: Dionisio Moltisanti il 7 aprile, il 15 aprile è sostituito da Giuseppe Maggio.
20. ↑  Un senatore del gruppo MSI decede durante il 1965: Michele Barbaro il 3 febbraio, l'11 febbraio è sostituito da Michele Basile.
21. ↑  Dodici senatori aderiscono al gruppo PSIUP durante il 1964. Abbandonando il gruppo Misto: Adelio Albarello, Giuseppe Di Prisco, Emilio Lussu, Sergio Marullo Di Condojanni, Vincenzo Milillo, Pier Luigi Passoni, Costantino Preziosi, Giuseppe Roda, Fernando Schiavetti e Angelo Tomassini il 10 aprile. Abbandonando il gruppo PSI: Giacomo Picchiotti ed Ettore Tibaldi il 20 luglio.

Un senatore subentrante aderisce al gruppo PSIUP durante il 1964: Angelo Custode Masciale il 2 dicembre, in sostituzione di Giuseppe Papalia del gruppo PSI.

Un senatore abbandona il gruppo PSIUP durante il 1964. Aderisce al gruppo Misto: Sergio Marullo di Condojanni l'11 maggio.
22. ↑  Due senatori del gruppo PSIUP decedono durante il 1966: Vincenzo Milillo il 7 novembre, il 15 novembre è sostituito da Giuseppe Borrelli che aderisce al gruppo PSI-PSDI unificati; Giacomo Picchiotti il 19 novembre, il 24 novembre è sostituito da Angelo Giorgetti che aderisce al gruppo PSI-PSDI unificati.
23. ↑  Un senatore subentrante aderisce al gruppo PSI durante il 1963: Vincenzo Morabito il 25 giugno in sostituzione di Giuseppe Femia.

Un senatore del gruppo PSI decede durante il 1963: Gaetano Barbareschi il 5 ottobre, il 10 ottobre è sostituito da Agostino Bronzi.
24. ↑  Undici senatori abbandonano il gruppo PSI durante il 1964. Aderiscono al gruppo Misto: Adelio Albarello, Giuseppe Di Prisco, Emilio Lussu, Vincenzo Milillo, Pier Luigi Passoni, Giuseppe Roda, Fernando Schiavetti e Angelo Tomassini l'11 marzo, Costantino Preziosi il 17 marzo. Aderiscono al gruppo PSIUP: Giacomo Picchiotti ed Ettore Tibaldi il 19 luglio.

Un senatore del gruppo PSI cessa dal mandato parlamentare durante il 1964: Bruno Amoletti il 10 marzo, il 12 marzo è sostituito da Piero Caleffi.

Un senatore del gruppo PSI decede durante il 1964: Giuseppe Papalia il 24 novembre, il 2 dicembre è sostituito da Angelo Custode Masciale che aderisce al gruppo PSIUP.
25. ↑  Trentadue senatori abbandonano il gruppo PSI durante il 1966. Aderiscono al gruppo PSI-PSDI unificati: Giuseppe Alberti, Carlo Arnaudi, Nicolò Asaro, Arialdo Banfi, Paolo Battino Vittorelli, Alessandro Bermani, Giovanni Bernardi, Ercole Bonacina, Ugo Bonafini, Agostino Bronzi, Piero Caleffi, Guido Canziani, Gastone Darè, Giorgio Fenoaltea, Luigi Ferroni, Giuseppe Antonio Giancane, Carlo Giorgi, Generoso Jodice, Orlando Lucchi, Domenico Macaggi, Luigi Mariotti, Mario Martinez, Vincenzo Morabito, Giuliana Nenni, Achille Salerni, Aristide Sellitti, Luciano Fabio Stirati, Giusto Tolloy e Giuseppe Tortora il 10 novembre. Aderiscono al gruppo Misto: Simone Gatto e Tullia Romagnoli Carettoni il 7 novembre, Luigi Poet il 10 novembre.
26. ↑  Quattordici senatori abbandonano il gruppo PSDI durante il 1966. Aderiscono al gruppo PSI-PSDI unificati: Luigi Angrisani, Vincenzo Cassini, Luciano Granzotto Basso, Edgardo Lami Starnuti, Terenzio Magliano, Giulio Maier, Francesco Paolo Mongelli, Alessandro Morino, Giacinto Rovella, Dante Schietroma, Franco Tedeschi, Italo Viglianesi, Leopoldo Zagami e Attilio Zannier il 10 novembre.
27. ↑  Un senatore abbandona il gruppo Misto durante il 1963. Aderisce al gruppo MSI: Salvatore Ponte il 17 luglio.

Due senatori del gruppo Misto decedono durante il 1963: Cino Macrelli il 25 agosto, il 17 settembre è sostituito da Mario Baldini che aderisce al gruppo DC; Umberto Zanotti Bianco il 28 agosto.
28. ↑  Dieci senatori aderiscono al gruppo Misto durante il 1964. Abbandonando il gruppo PSI: Adelio Albarello, Giuseppe Di Prisco, Emilio Lussu, Vincenzo Milillo, Pier Luigi Passoni, Giuseppe Roda, Fernando Schiavetti e Angelo Tomassini il 12 marzo, Costantino Preziosi il 18 marzo. Abbandonando il gruppo PSIUP: Sergio Marullo di Condojanni il 12 maggio.

Dieci senatori abbandonano il gruppo Misto durante il 1964. Aderiscono al gruppo PSIUP: Adelio Albarello, Giuseppe Di Prisco, Emilio Lussu, Sergio Marullo Di Condojanni, Vincenzo Milillo, Pier Luigi Passoni, Costantino Preziosi, Giuseppe Roda, Fernando Schiavetti e Angelo Tomassini il 9 aprile.
29. ↑  Cinque senatori aderiscono al gruppo Misto durante il 1966. Abbandonando il gruppo PSI: Simone Gatto e Tullia Romagnoli Carettoni l'8 novembre, Luigi Poet l'11 novembre. Abbandonando il gruppo PCI: Luca De Luca il 20 settembre. Nominato senatore a vita: Vittorio Valletta il 28 novembre.
30. ↑  Un senatore aderisce al gruppo Misto durante il 1967. Nominato senatore a vita: Eugenio Montale il 13 giugno.

Due senatori del gruppo Misto decedono durante il 1967: Giuseppe Paratore il 26 febbraio, Vittorio Valletta il 10 agosto.
31. ↑  Due senatrici aderiscono al gruppo Misto durante il 1968. Abbandonando il gruppo DC: Grazia Giuntoli il 12 marzo. Abbandonando il gruppo PCI: Angiola Minella il 12 marzo.

#### Modifiche nella nomenclatura dei gruppi parlamentari
1. ↑  Il gruppo Partito Socialista Italiano - Partito Socialista Democratico Italiano Unificati (PSI-PSDI unificati) si forma l'11 novembre 1966 con ventinove senatori aderenti provenienti dal gruppo PSI e quattordici senatori aderenti provenienti dal gruppo PSDI.
2. ↑  Il gruppo Partito Socialista Italiano di Unità Proletaria (PSIUP) si forma il 10 aprile 1964 con dieci senatori aderenti provenienti dal gruppo Misto.
3. ↑  Il gruppo Partito Socialista Italiano (PSI) cessa il 10 novembre 1966.
4. ↑  Il gruppo Partito Socialista Democratico Italiano (PSDI) cessa il 10 novembre 1966.